# Eklasapur, Manvi
Eklasapur là một làng thuộc tehsil Manvi, huyện Raichur, bang Karnataka, Ấn Độ.